# Coppa araba 1992
La Coppa araba 1992 (كأس العرب 1992) fu la sesta edizione della Coppa araba, competizione calcistica per nazionali organizzata dalla UAFA. La competizione si svolse in Siria dall'8 settembre al 17 settembre 1992 e vide la partecipazione di 6 squadre: Arabia Saudita, Egitto, Giordania, Kuwait, Palestina e Siria.
La UAFA organizzò questa competizione dal 1963 al 2012 a cadenza variabile. Sebbene la competizione non sia stata ufficialmente cancellata, non ci più eventi dal 2012: si sono avute in totale 9 edizioni più 2 edizioni annullate (l'edizione del l'ultima del 1982 a causa della Guerra del Libano, mentre quella del 2009 per mancanza di sponsor). Durante la lunga interruzione che si è avuta tra il 1966 e il 1985, il torneo fu rimpiazzato (o rinominato) dalla Coppa della Palestina, di cui tre edizioni si giocarono negli anni '70. L'edizione del 1992 è stata parte integrante dei giochi arabi disputati in Siria.

## Formula
- Qualificazioni

Nessuna fase di qualificazione. Le squadre sono qualificate direttamente alla fase finale.
- Fase finale

Fase a gruppi - 6 squadre, divise in due gruppi da tre squadre. Giocano partite di sola andata, le prime due classificate si qualificano alle semifinali.
Fase a eliminazione diretta - 4 squadre, giocano partite di sola andata. La vincente si laurea campione UAFA e medaglia d'oro dei VII Giochi panarabi.

## Squadre partecipanti
| Pr. | Squadra        | Data di qualificazione certa | Partecipante in quanto                                         | Partecipazioni precedenti al torneo | Ultima presenza |
| --- | -------------- | ---------------------------- | -------------------------------------------------------------- | ----------------------------------- | --------------- |
| 1   | Siria          | -                            | Rappresentativa della nazione organizzatrice della fase finale | 3 (1963, 1966, 1988)                | Giordania 1988  |
| 2   | Arabia Saudita | -                            | Qualificata di diritto                                         | 2 (1985, 1988)                      | Giordania 1988  |
| 3   | Egitto         | -                            | Qualificata di diritto                                         | 1 (1988)                            | Giordania 1988  |
| 4   | Giordania      | -                            | Qualificata di diritto                                         | 5 (1963, 1964, 1966, 1985, 1988)    | Giordania 1988  |
| 5   | Kuwait         | -                            | Qualificata di diritto                                         | 4 (1963, 1964, 1966, 1988)          | Giordania 1988  |
| 6   | Palestina      | -                            | Qualificata di diritto                                         | 1                                   | Iraq 1966       |

Nella sezione "partecipazioni precedenti al torneo", le date in grassetto indicano che la nazione ha vinto quella edizione del torneo, mentre le date in corsivo indicano la nazione ospitante.

## Fase finale

### Fase a gruppi

#### Gruppo A
| Aleppo 8 settembre 1992 | Egitto | 1 – 1 | Giordania | Al-Hamadaniah Stadium |

| Aleppo 10 settembre 1992 | Kuwait | 4 – 1 | Giordania | Al-Hamadaniah Stadium |

| Aleppo 12 settembre 1992 | Egitto | 1 – 0 | Kuwait | Al-Hamadaniah Stadium |

| Pos | Squadra   | P.ti | G | V | N | P | GF | GS | DR |
| --- | --------- | ---- | - | - | - | - | -- | -- | -- |
| 1   | Egitto    | 3    | 2 | 1 | 1 | 0 | 2  | 1  | +1 |
| 2   | Kuwait    | 2    | 2 | 1 | 0 | 1 | 4  | 2  | +2 |
| 3   | Giordania | 1    | 2 | 0 | 1 | 1 | 2  | 5  | -3 |

Egitto e Kuwait qualificati alle semifinali.

#### Gruppo B
| Aleppo 9 settembre 1992 | Siria | 1 – 1 | Arabia Saudita | Al-Hamadaniah Stadium |

| Aleppo 11 settembre 1992 | Siria | 0 – 0 | Palestina | Al-Hamadaniah Stadium |

| Aleppo 13 settembre 1992 | Arabia Saudita | 2 – 1 | Palestina | Al-Hamadaniah Stadium |

| Pos | Squadra        | P.ti | G | V | N | P | GF | GS | DR |
| --- | -------------- | ---- | - | - | - | - | -- | -- | -- |
| 1   | Arabia Saudita | 3    | 2 | 1 | 1 | 0 | 3  | 2  | +1 |
| 2   | Siria          | 2    | 2 | 0 | 2 | 0 | 1  | 1  | 0  |
| 3   | Palestina      | 1    | 2 | 0 | 1 | 1 | 1  | 2  | -1 |

Arabia Saudita e Siria qualificati alle semifinali.

### Fase a eliminazione diretta

#### Tabellone
|  | Semifinali     | Semifinali     | Semifinali     |                |        | Finale          | Finale          | Finale          |  |
|  |                |                |                |                |        |                 |                 |                 |  |
|  | Egitto         | Egitto         | 0 (4)          |                |        |                 |                 |                 |  |
|  | Egitto         | Egitto         | 0 (4)          |                |        |                 |                 |                 |  |
|  | Siria          | Siria          | 0 (3)          |                |        |                 |                 |                 |  |
|  | Siria          | Siria          | 0 (3)          |                | Egitto | Egitto          | 3               |                 |  |
|  |                |                |                |                | Egitto | Egitto          | 3               |                 |  |
|  |                |                | Arabia Saudita | Arabia Saudita | 2      |                 |                 |                 |  |
|  | Arabia Saudita | Arabia Saudita | Arabia Saudita | Arabia Saudita | 2      | 2               |                 |                 |  |
|  | Arabia Saudita | Arabia Saudita |                |                |        | 2               |                 |                 |  |
|  | Kuwait         | Kuwait         | 0              |                |        | Finale 3º posto | Finale 3º posto | Finale 3º posto |  |
|  | Kuwait         | Kuwait         | 0              |                |        |                 |                 |                 |  |
|  |                |                |                |                |        |                 |                 |                 |  |
|  |                |                |                |                |        | Kuwait          | Kuwait          | 2               |  |
|  |                |                |                |                |        | Kuwait          | Kuwait          | 2               |  |
|  |                |                |                |                |        | Siria           | Siria           | 1               |  |

#### Semifinali
| Aleppo 15 settembre 1992                     | Egitto               | 0 – 0 (d.t.s.) | Siria | Al-Hamadaniah Stadium |
| \| \| \| \| \| \| Tiri di rigore 4 – 3 \| \| |                      |                |       |                       |
|                                              |                      |                |       |                       |
|                                              | Tiri di rigore 4 – 3 |                |       |                       |

| Aleppo 15 settembre 1992 | Arabia Saudita | 2 – 0 | Kuwait | Al-Hamadaniah Stadium |

#### Finale 3º posto
| Aleppo 17 settembre 1992 | Kuwait | 2 – 1 | Siria | Al-Hamadaniah Stadium |

#### Finale
| Aleppo 17 settembre 1992 | Egitto | 3 – 2 | Arabia Saudita | Al-Hamadaniah Stadium |